# Hrodgaud de Friuli
Hrodgaud (sau Rodgand) a fost ultimul duce longobard de Friuli, domnind între 774 și 776.
Este probabil ca Hrodgaud să fi fost duce de Friuli încă din timpul domniei regelui longobard Desiderius, chiar dacă unele surse france, precum analele lui Eginhard, relatează că regele Carol cel Mare l-ar fi adus la putere după distrugerea Regatului longobard în urma cuceririi Paviei de către franci la 774. 
În anul 776, Hrodgaud s-a răsculat împotriva stăpânului său Carol și, potrivit unora, s-ar fi declarat el însuși rege. Cu toate acestea, Carol fusese avertizat asupra acestei răscoale de către papa Adrian I, care la rândul său fusese anunțat printr-o scrisoare a lui Ioan, patriarh de Grado. Adrian considera că este vorba de o conspirație a longobarzilor și bizantinilor, condusă de ducele Arechis al II-lea de Benevento, de ducele Hildeprand de Spoleto și de Raginald de Clusium, care punea la cale alungarea francilor din Italia. Astfel avertizat, Carol cel Mare a trecut din nou peste Alpi și l-a înfrânt pe Hrodgaud, cucerind Friuli și Treviso, loc în care și-a petrecut și Paștele. Suveranul franc l-a înlăturat pe Hrodgaud de la putere, înlocuindu-l cu Marcarius, iar în orașele friulane a impus conți franci.